# Svart hattmurkla
Svart hattmurkla (Helvella lacunosa) är en svampart som beskrevs av Afzel. 1783. Svart hattmurkla ingår i släktet Helvella och familjen Helvellaceae.  Arten är reproducerande i Sverige. Inga underarter finns listade i Catalogue of Life.
Till skillnad från andra murklor, växer denna art på hösten men även redan på sommaren. Den växer bland annat i löv- och barrskog samt mossiga gräsmarker.  Den är ätlig. 

## Källor

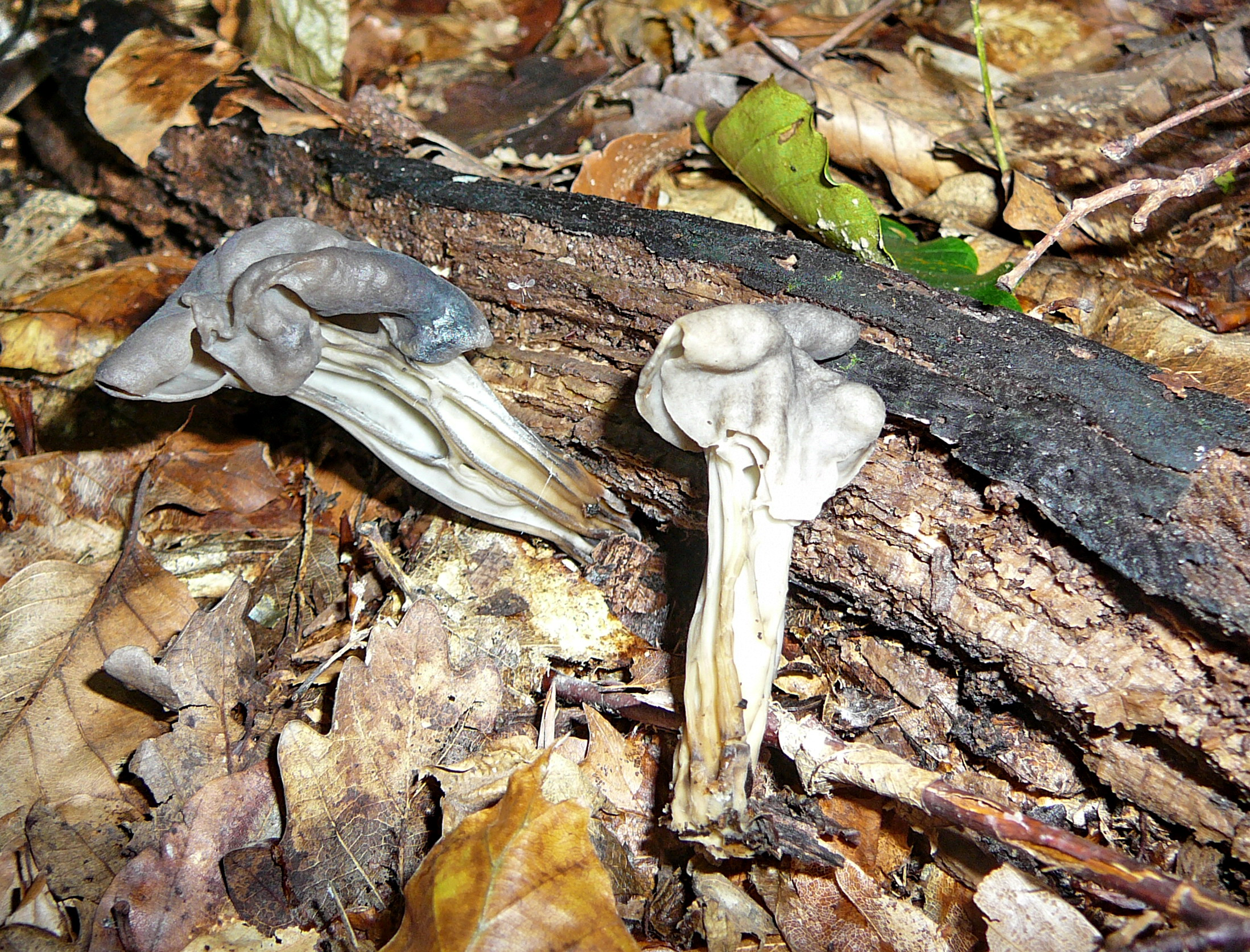
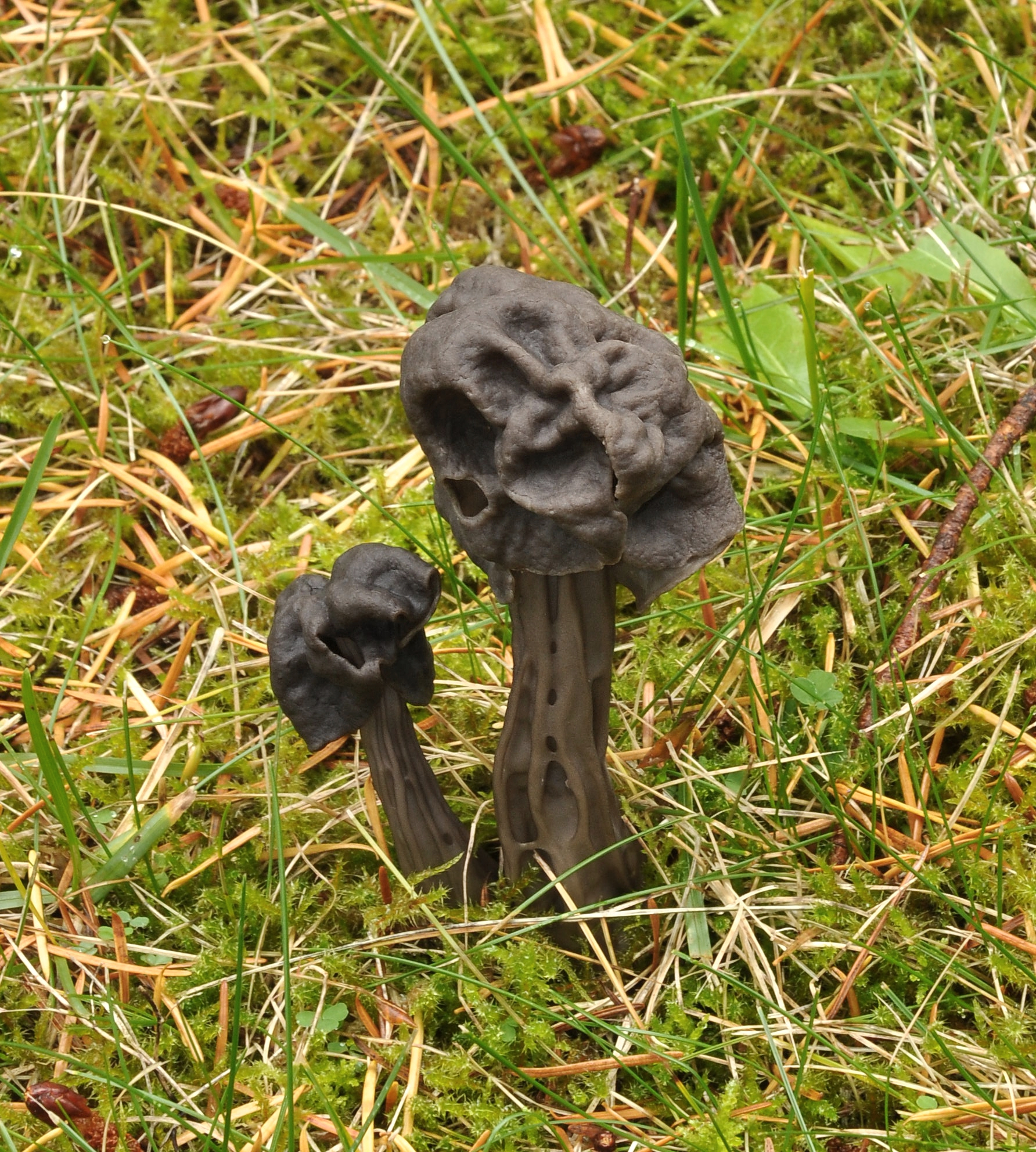
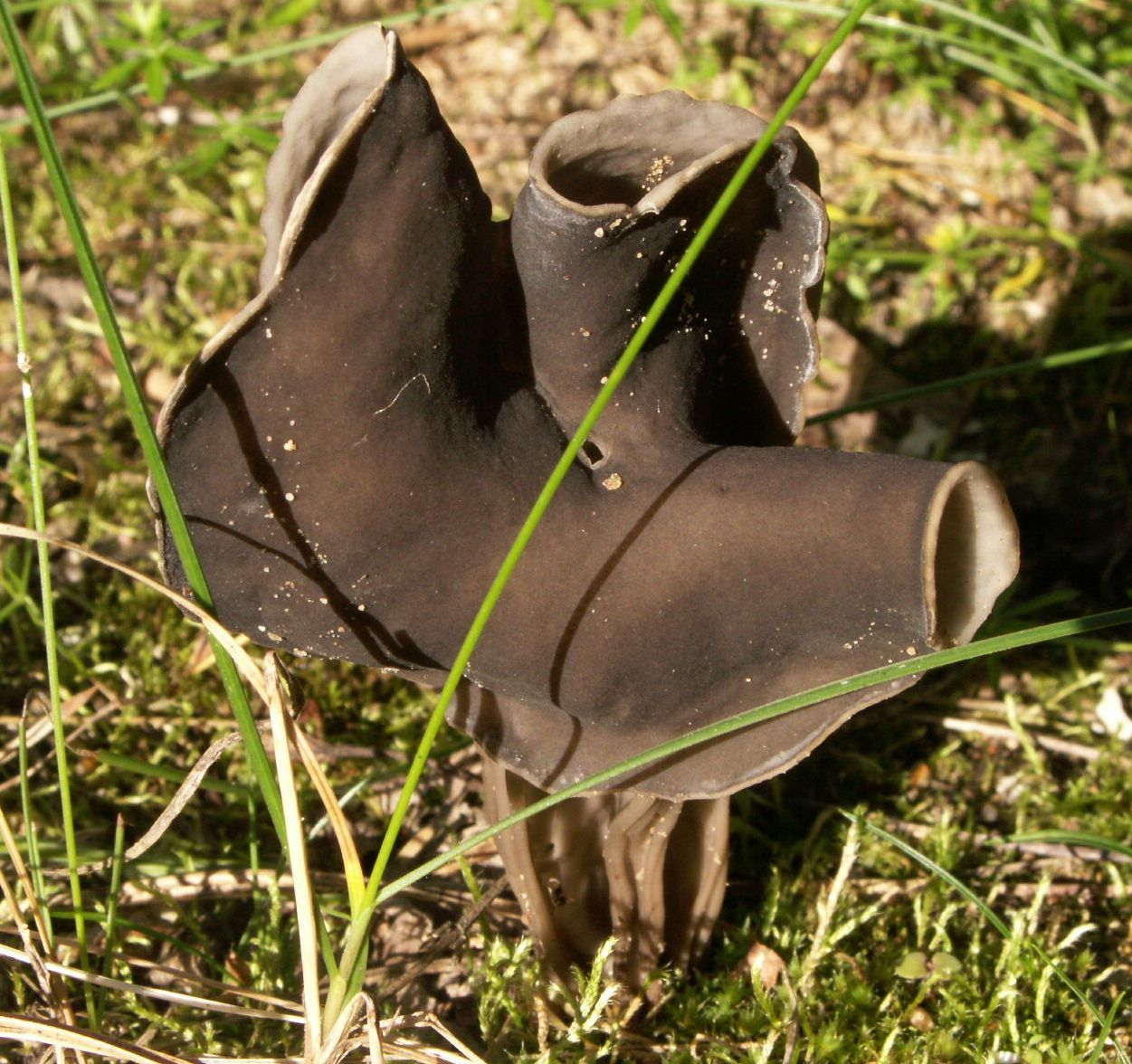
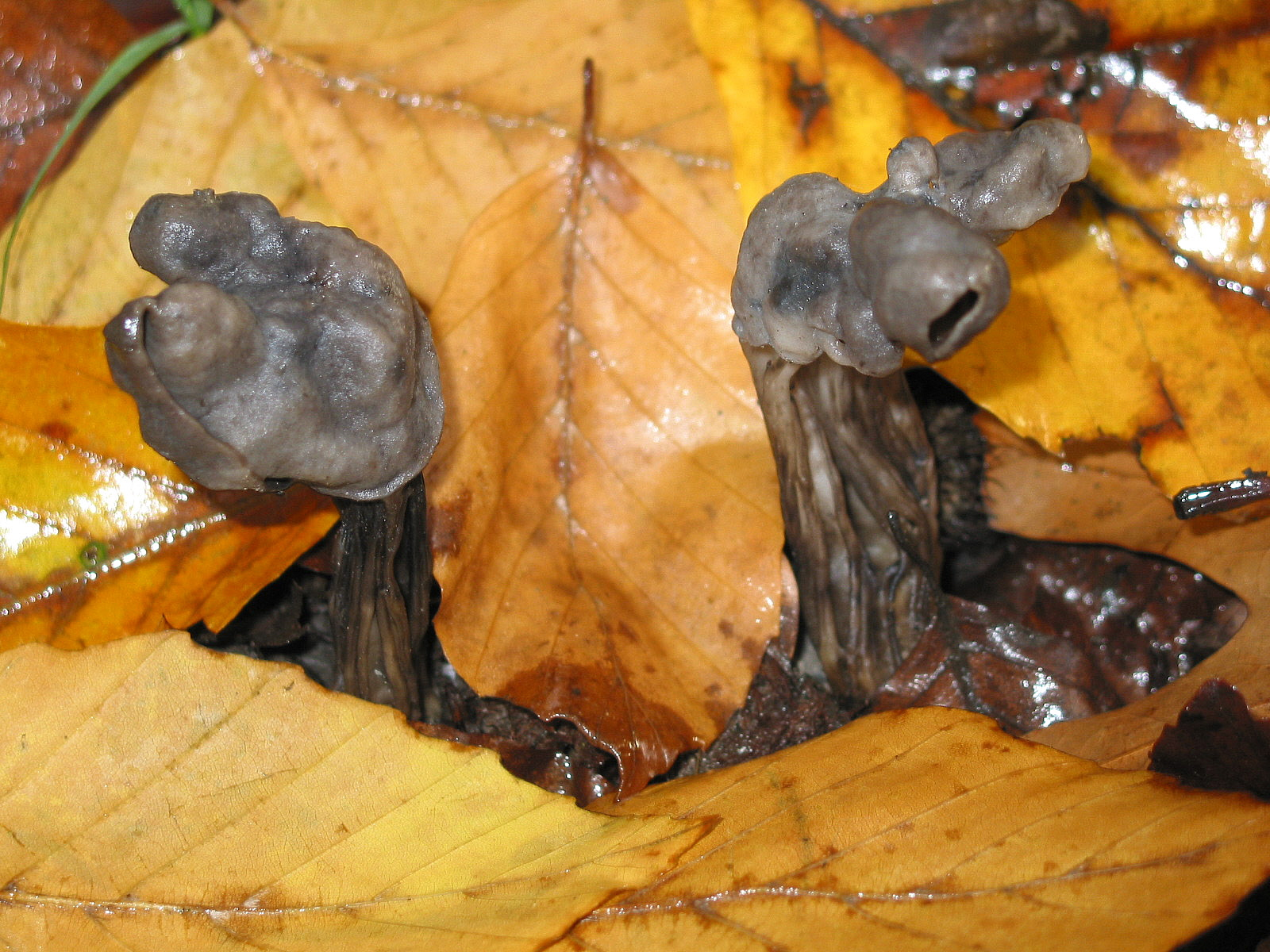